# بني مسارة (أولاد ناصر)
بني مسارة هو دُوَّار يقع بجماعة سبت لوداية، إقليم مولاي يعقوب، جهة فاس مكناس في المملكة المغربية. ينتمي الدوّار لمشيخة أولاد ناصر التي تضم 24 دوار. يقدر عدد سكانه بـ 169 نسمة حسب الإحصاء الرسمي للسكان والسكنى لسنة 2004.

## روابط خارجية
- البوابة الوطنية للجماعات الترابية نسخة محفوظة 12 مارس 2018 على موقع واي باك مشين.
- المندوبية السامية للتخطيط